# ورزشگاه نیسان

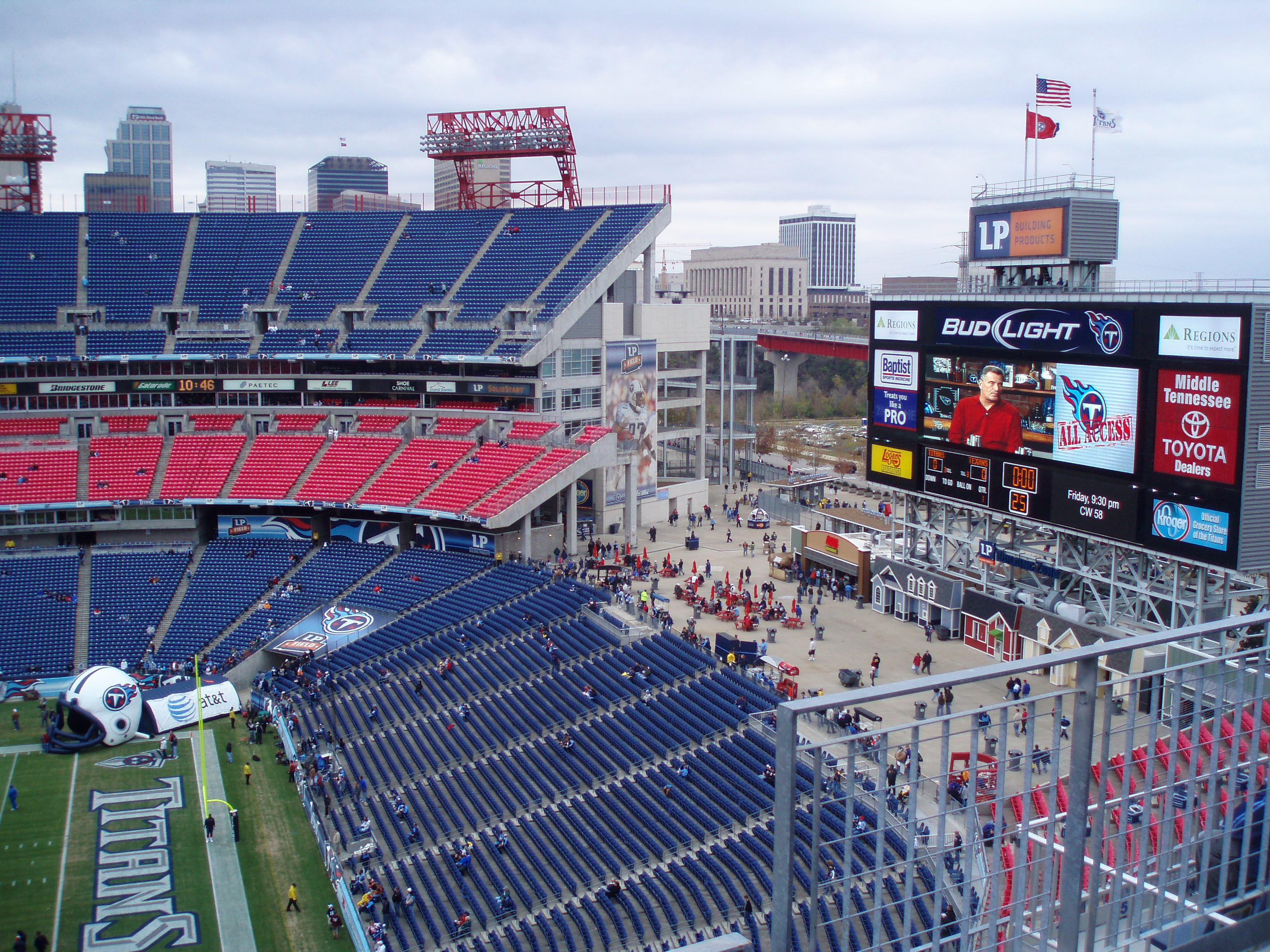

ورزشگاه نیسان (به انگلیسی: Nissan Stadium) سابقاً ورزشگاه ال‌پی فیلد (به انگلیسی: LP Field) با ظرفیت ۶۹٬۱۴۳ نفر در شهر نشویل ایالت تنسی واقع شده‌است. این ورزشگاه در تاریخ ۱۹۹۹ تأسیس شد و دارای زمین چمن می‌باشد.